# Sismo no Caribe em 2020
O sismo no Caribe de 2020 ocorreu em 28 de janeiro de 2020 às 14h10, no horário local (UTC-5). Um terremoto de 7,7 magnitude  atingiu o lado norte da calha de Cayman, norte da Jamaica e oeste da ponta sul de Cuba, com o epicentro a 83 milhas ao norte de Montego Bay  .
Escolas na Jamaica e edifícios em Miami tiveram que ser evacuados e um alerta de tsunami foi emitido pelo Pacific Tsunami Warning Center. Também houve relatos de tremores na península de Yucatán, no México. É o maior terremoto no Caribe desde 1946.
O tremor também foi sentido nos Estados Unidos. Há relatos que prédios tremeram no centro de Miami, na Flórida.